# Gustaf Erik Hyltén-Cavallius
Gustaf Erik Hyltén-Cavallius (* 13. Juni 1815 im Kirchspiel Blädinge, Kronobergs län; † 6. Juni 1888 in Lund) war ein schwedischer Marineoffizier und Botaniker, der große Teile seiner Laufbahn im österreichischen und preußischen Dienst verbrachte.

## Leben
Hyltén-Cavallius besuchte das Gymnasium in Växjö und unternahm 1832–34 mehrere Reisen auf schwedischen und englischen Handelsschiffen. 1835 erhielt er sein Seemannsexamen. Gleichzeitig wurde er zum Unterleutnant der Flotte ernannt. Zwischen 1836 und 1841 folgten zahlreiche weitere Reisen auf Marine- und Handelsschiffen. 1841–42 war er im englischen und französischen Dienst und zwischen 1850 und 1852 hatte ihn die österreichische Flotte angestellt, wo er als Ausrüstungsmeister in Venedig und Werftchef in Pula tätig war.
Als Preußen 1852 begann seine Flotte zu organisieren, erbat sich Prinz Adalbert vom damaligen Prinz Oskar drei geeignete Personen. Dabei fiel die Wahl auf Hyltén-Cavallius sowie Sundevall und Indebetou, die als Korvettenkapitäne angestellt wurden. Hyltén-Cavallius erhielt auch Anstellung als Albrechts Adjutant, wurde 1853 Chef im preußischen Marinestab und vorläufiger Leiter der technischen Abteilung der Admiralität. 1854 wurde er vom preußischen Staat als Kapitän zur See (Kommandeur) angestellt, da er, verbunden mit einer Beförderung zum Kapitänleutnant, von der schwedischen Flotte verabschiedet wurde. Hyltén-Cavallius hatte im größeren Maß Anteil an der Organisation der preußischen Flotte. Er erarbeitete mehrere wichtige Regelwerke und war beteiligt an der Entwicklung der Artillerie sowie an der Planung der Marinebasis am Jadebusen, Wilhelmshaven. Seine Fortschritte weckten Neid bei einflussreichen Kreisen der preußischen Flotte, die ihm nun entgegenwirkten, so dass er 1857 sein Abschiedsgesuch einreichte.
Zurück in Schweden beschäftigte sich Hyltén-Cavallius mit Landwirtschaft und Botanik. Er zog nach Lund, schuf ein reichhaltiges Herbarium und gründete eine internationale botanische Tauschgesellschaft, Linnæa.